# Distrikt Manás
Der Distrikt Manás liegt in der Provinz Cajatambo in der Region Lima in West-Peru. Der Distrikt wurde am 22. Januar 1921 gegründet. Er besitzt eine Fläche von 283 km². Beim Zensus 2017 wurden 1046 Einwohner gezählt. Im Jahr 1993 lag die Einwohnerzahl bei 1206, im Jahr 2007 bei 1078. Die Distriktverwaltung befindet sich in der 2398 m hoch gelegenen Ortschaft Manás mit 218 Einwohnern (Stand 2017). Manás befindet sich 23 km südwestlich der Provinzhauptstadt Cajatambo. Neben Manás ist der einzige weitere größere Ort Cahua mit 387 Einwohnern.

## Geographische Lage
Der Distrikt Manás liegt in der peruanischen Westkordillere im Südwesten der Provinz Cajatambo. Der Río Gorgor sowie der Río Pativilca fließen entlang der nördlichen Distriktgrenze nach Westen und entwässern das Areal.
Der Distrikt Manás grenzt im Nordwesten an die Distrikte Acas und Carhuapampa (beide in der Provinz Ocros), im Nordosten an den Distrikt Huancapón, im Osten an den Distrikt Gorgor sowie im Süden an den Distrikt Ámbar (Provinz Huaura).